# Salon (kamer)

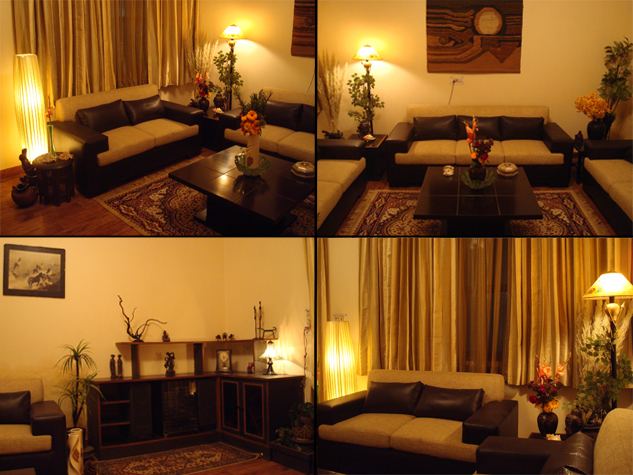
Een Indiase salon

De salon is het Franse woord voor woonkamer en wordt in het Nederlands vaak gebruikt als chique variant hiervoor, bijvoorbeeld in een herenhuis. Als een huis meerder woonkamers bezit, wordt het woord ook wel gebruikt om de grootste hiervan weer te geven. Maar dat heeft ook weer iets chics, want de meeste huizen hebben slechts een woonkamer.
In de salon werden vaak bijeenkomsten met gasten gehouden, waarbij kunstenaars (met name musici en dichters) werden uitgenodigd die daarbij iets speelden of voordroegen. Zo'n bijeenkomst wordt ook salon genoemd.
Ook het woord kamermuziek is gerelateerd aan de salon.